# Bukovje Netretićko
Bukovje Netretićko – wieś w Chorwacji, w żupanii karlowackiej, w gminie Netretić. W 2011 roku liczyła 49 mieszkańców.